# Jadranka Stojaković
Jadranka Stojaković (ur. 24 lipca 1950 w Sarajewie, zm. 3 maja 2016 w Banja Luce) – bośniacka piosenkarka i autorka tekstów. 
W latach 70. XX wieku zaczęła opracowywać piosenki na bazie tradycyjnych bośniackich utworów ludowych sevdalinka. Wykonywała też piosenki będące aranżacjami poezji Desanki Maksimović. Tworzyła muzykę do programów telewizyjnych, w tym programów dla dzieci emitowanych przez lokalną telewizję w Sarajewie. Była autorką tematu muzycznego wykorzystywanego podczas Zimowych Igrzysk Olimpijskich w Sarajewie w 1984 roku. 
W latach 1988–2012 mieszkała w Japonii. Oprócz występów zajmowała się wówczas także komponowaniem muzyki, wykorzystywanej m.in. w grach komputerowych.  
Cierpiała na stwardnienie zanikowe boczne, zmarła 3 maja 2016 w domu opieki w Banja Luce.  

## Dyskografia
- Svitanje (1981)
- Da odmoriš malo dušu (1982)
- Sve te više volim (1985)
- Vjerujem (1987)